# Turn Up
TURN UP – drugi japoński minialbum południowokoreańskiej grupy Got7, wydany 15 listopada 2017 roku przez Epic Records. Ukazał się w pięciu edycjach: jednej regularnej (CD) i czterech limitowanych (CD+DVD (Type A); CD (Types B, C & D)). Album osiągnął 3 pozycję w rankingu Oricon i pozostał na liście przez 6 tygodni, sprzedał się w nakładzie 55 505 egzemplarzy.

## Lista utworów

### Wersja regularna
| CD | CD                       | CD             | CD                                                                     | CD                                                            | CD      |
| Nr | Tytuł utworu             | Tekst          | Kompozycja                                                             | Aranżacja                                                     | Długość |
| -- | ------------------------ | -------------- | ---------------------------------------------------------------------- | ------------------------------------------------------------- | ------- |
| 1. | „TURN UP”                | Samuelle Soung | D.ham (220volt), Mirror BOY (220volt), Defsoul, Moonhan Miru (220volt) | Mirror BOY (220volt), D.ham (220volt), Moonhan Miru (220volt) | 3:21    |
| 2. | „DESSERT”                | Samuelle Soung | Tommy Park, Raphael                                                    | Tommy Park, Raphael                                           | 3:26    |
| 3. | „LION BOY”               | KOMU           | Tommy Park, Raphael                                                    | Tommy Park, Raphael                                           | 3:11    |
| 4. | „FLASH UP”               | Ryōhei Yamada  | Ryōhei Yamada                                                          | Ryōhei Yamada                                                 | 4:52    |
| 5. | „TURN UP” (Instrumental) |                | D.ham (220volt), Mirror BOY (220volt), Defsoul, Moonhan Miru (220volt) | Mirror BOY (220volt), D.ham (220volt), Moonhan Miru (220volt) | 3:19    |

### Type A
| CD | CD                | CD             | CD                                                                     | CD                                                            | CD      |
| Nr | Tytuł utworu      | Tekst          | Kompozycja                                                             | Aranżacja                                                     | Długość |
| -- | ----------------- | -------------- | ---------------------------------------------------------------------- | ------------------------------------------------------------- | ------- |
| 1. | „TURN UP”         | Samuelle Soung | D.ham (220volt), Mirror BOY (220volt), Defsoul, Moonhan Miru (220volt) | Mirror BOY (220volt), D.ham (220volt), Moonhan Miru (220volt) | 3:21    |
| 2. | „DESSERT”         | Samuelle Soung | Tommy Park, Raphael                                                    | Tommy Park, Raphael                                           | 3:26    |
| 3. | „LION BOY”        | KOMU           | Tommy Park, Raphael                                                    | Tommy Park, Raphael                                           | 3:11    |
| 4. | „FLASH UP”        | Ryōhei Yamada  | Ryōhei Yamada                                                          | Ryōhei Yamada                                                 | 4:52    |
| 5. | „TURN UP” (Remix) | Samuelle Soung | D.ham (220volt), Mirror BOY (220volt), Defsoul, Moonhan Miru (220volt) | Mirror BOY (220volt)                                          | 3:38    |

### Type B
| CD | CD                     | CD                 | CD                                                                     | CD                                                            | CD      |
| Nr | Tytuł utworu           | Tekst              | Kompozycja                                                             | Aranżacja                                                     | Długość |
| -- | ---------------------- | ------------------ | ---------------------------------------------------------------------- | ------------------------------------------------------------- | ------- |
| 1. | „TURN UP”              | Samuelle Soung     | D.ham (220volt), Mirror BOY (220volt), Defsoul, Moonhan Miru (220volt) | Mirror BOY (220volt), D.ham (220volt), Moonhan Miru (220volt) | 3:21    |
| 2. | „DESSERT”              | Samuelle Soung     | Tommy Park, Raphael                                                    | Tommy Park, Raphael                                           | 3:26    |
| 3. | „LION BOY”             | KOMU               | Tommy Park, Raphael                                                    | Tommy Park, Raphael                                           | 3:11    |
| 4. | „FLASH UP”             | Ryōhei Yamada      | Ryōhei Yamada                                                          | Ryōhei Yamada                                                 | 4:52    |
| 5. | „WHY” (wyk. JB & Mark) | Yūki Shirai, Mailo | Royal Dive, 220, Defsoul                                               |                                                               | 3:47    |

### Type C
| CD | CD                                                        | CD             | CD                                                                     | CD                                                            | CD      |
| Nr | Tytuł utworu                                              | Tekst          | Kompozycja                                                             | Aranżacja                                                     | Długość |
| -- | --------------------------------------------------------- | -------------- | ---------------------------------------------------------------------- | ------------------------------------------------------------- | ------- |
| 1. | „TURN UP”                                                 | Samuelle Soung | D.ham (220volt), Mirror BOY (220volt), Defsoul, Moonhan Miru (220volt) | Mirror BOY (220volt), D.ham (220volt), Moonhan Miru (220volt) | 3:21    |
| 2. | „DESSERT”                                                 | Samuelle Soung | Tommy Park, Raphael                                                    | Tommy Park, Raphael                                           | 3:26    |
| 3. | „LION BOY”                                                | KOMU           | Tommy Park, Raphael                                                    | Tommy Park, Raphael                                           | 3:11    |
| 4. | „FLASH UP”                                                | Ryōhei Yamada  | Ryōhei Yamada                                                          | Ryōhei Yamada                                                 | 4:52    |
| 5. | „Kono mune ni” (jap. この胸に) (wyk. Jinyoung & Youngjae) | Risa Horie     | Noday, Ars                                                             |                                                               | 3:51    |

### Type D
| CD | CD                                        | CD             | CD                                                                     | CD                                                            | CD      |
| Nr | Tytuł utworu                              | Tekst          | Kompozycja                                                             | Aranżacja                                                     | Długość |
| -- | ----------------------------------------- | -------------- | ---------------------------------------------------------------------- | ------------------------------------------------------------- | ------- |
| 1. | „TURN UP”                                 | Samuelle Soung | D.ham (220volt), Mirror BOY (220volt), Defsoul, Moonhan Miru (220volt) | Mirror BOY (220volt), D.ham (220volt), Moonhan Miru (220volt) | 3:21    |
| 2. | „DESSERT”                                 | Samuelle Soung | Tommy Park, Raphael                                                    | Tommy Park, Raphael                                           | 3:26    |
| 3. | „LION BOY”                                | KOMU           | Tommy Park, Raphael                                                    | Tommy Park, Raphael                                           | 3:11    |
| 4. | „FLASH UP”                                | Ryōhei Yamada  | Ryōhei Yamada                                                          | Ryōhei Yamada                                                 | 4:52    |
| 5. | „97 YOUNG & RICH” (wyk. BamBam & Yugyeom) | SIMON          | BamBam, Frants, Yugyeom                                                |                                                               | 2:56    |